# Hypnum torrentis
Hypnum torrentis là một loài Rêu trong họ Hypnaceae. Loài này được Müll. Hal. & Kindb. mô tả khoa học đầu tiên năm 1892.